# Séminaire des Carmes

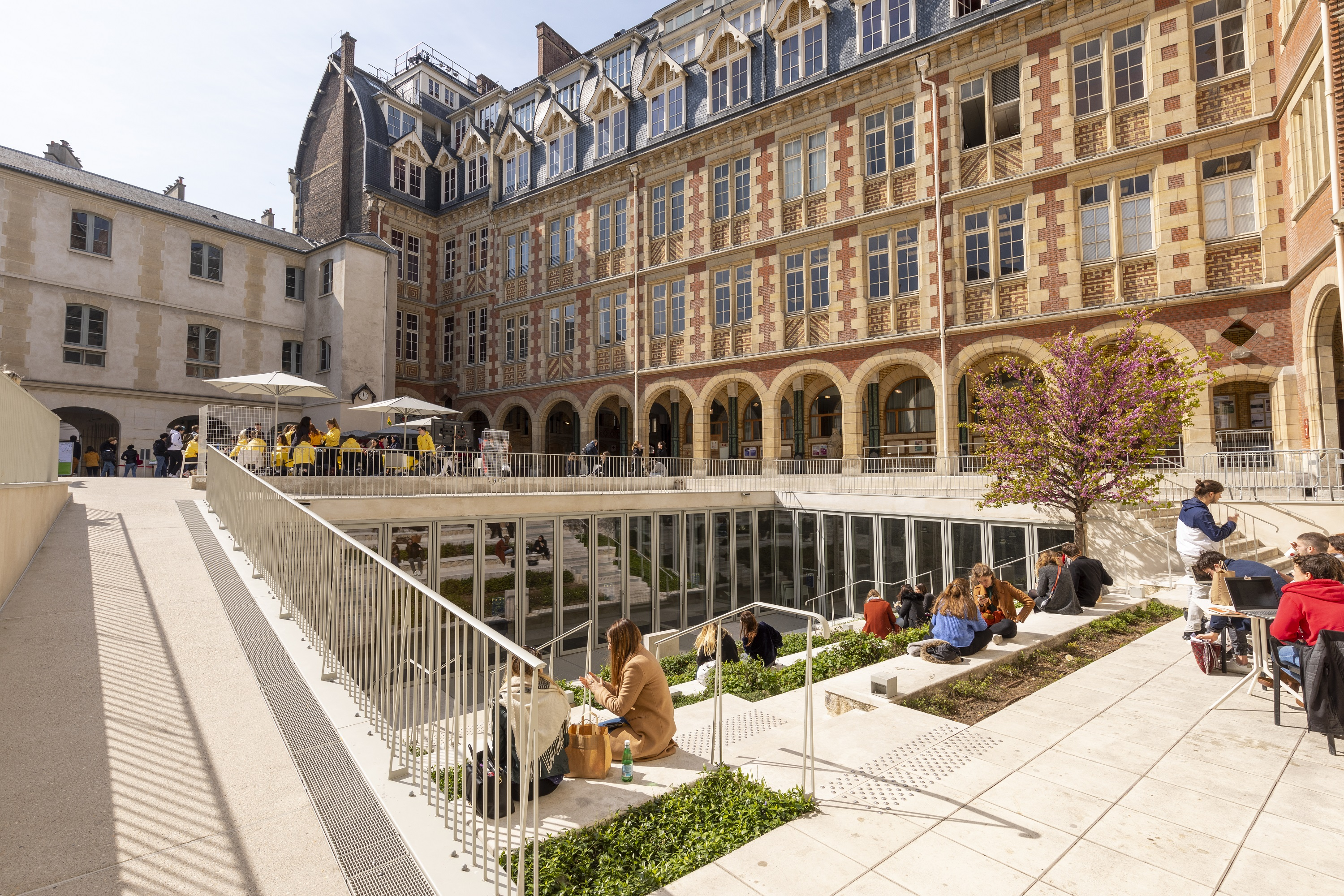
Sídlo semináře v Katolickém institutu

Séminaire des Carmes (Karmelitánský seminář) je kněžský seminář v Paříži, který je součástí Katolického institutu. Nachází se v jeho areálu na ulici Rue d'Assas č. 21. Byl založen v roce 1919. Dnes v semináři studuje přes padesát studentů připravujících se na funkci kněží v katolické církvi. Uchazeči pocházejí z mnoha diecézí Francie. K významným absolventům patří např. kardinál Jean-Marie Lustiger.

## Historie
Původně zde sídlil od roku 1611 řád karmelitánů. Místo sloužilo během jakobínské diktatury za Francouzské revoluce v roce 1793 jako vězení. Během revoluce bylo v zahradě bývalého kláštera popraveno několik kněží, kteří odmítli přísahat věrnost civilní ústavě. Papež Pius XI. tyto duchovní blahořečil v říjnu 1926 a byli rovněž uznáni jako mučedníci katolické církve. V liturgickém kalendáři se slaví 2. září. Ostatky těchto mučedníků jsou umístěny v kryptě pod kostelem Saint-Joseph-des-Carmes. O jejich odkaz pečuje samostatná asociace.
V roce 1845 zde vznikla vyšší církevní škola a v roce 1875 byla založena katolická univerzita, dnešní Katolický institut v Paříži.